# 斑孔花蟹蛛
斑孔花蟹蛛（学名：Xysticus atrimaculatus）为蟹蛛科花蟹蛛属的动物。分布于日本、朝鲜以及中国大陆的吉林、湖北、新疆、四川等地，多见于草丛。该物种的模式产地在日本。